# Hunslet ATT77
Hunslet ATT77 «Air Tug» — четырёхколёсный аэродромный тягач, специально предназначенный для буксировки самолёта Boeing 747, одного из самых больших самолётов в мире, взлётной массой около 320 т. Аббревиатура ATT расшифровывалась как Aircraft Towing Tractor.
В конце 1960-х годов четыре экземпляра были заказаны British Overseas Airways Corporation (BOAC), купившей два самолёта Boeing 747. Эксплуатировались в лондонском аэропорту Хитроу и Международном аэропорту имени Джона Кеннеди в Нью-Йорке. Изготовитель — фирма Materials Handling Equipment (Great Britain) Limited в Лидсе, входящая в группу компаний Hunslet.
В целях экономии на основе тягача из лондонского аэропорта Хитроу, купленного у British Airways, был построен бронетранспортёр (БТР) Weyland-Yutani Corporation M577 колониальной морской пехоты США для фантастического фильма «Чужие» Джеймса Кэмерона 1986 года, снятого на соседней студии Pinewood Studios. Дизайнер — Рон Кобб. На переделку ушло две недели.
Общая масса тягача — 70 (64) т. Он способен буксировать самолёты массой до 450 т с максимальной скоростью 32 км/ч.
Спереди и сзади тягача расположены кабины для машиниста с гидравлическим подъёмником и защитным остеклением по всему периметру, обеспечивающим круговой обзор.
Тягач Hunslet ATT77 с опущенной кабиной имел высоту 1520 (1,575) мм, с поднятой — 2036 мм. Небольшая габаритная высота Hunslet ATT77 позволяла ему безопасно маневрировать под крыльями и фюзеляжем полностью загруженного Boeing 747.
Приводился в движение 12-цилиндровым дизельным двигателем Cummins VTA-1710-C с турбонаддувом мощностью 600 (635) л. с.
Длина — 8890 (9140) мм. Ширина — 3047 мм. Дорожный просвет — 178 мм. База — 4876 мм.
Тягач имел четыре управляемых колеса, что обеспечивало ему высокую манёвренность.
В конструкции использовались компоненты локомотивов, производимых компанией Hunslet Engine Company.
Трансмиссия — автоматическая Torqmatic компании Allison Transmission. Тормоза — дисковые. Шины — Dunlop 18,00 × 25-40 под давлением 10.6 кг/см².